# Sainte-Julienne
Pour les articles homonymes, voir Sainte Julienne.
Sainte-Julienne est une municipalité canadienne au Québec, chef-lieu de la MRC de Montcalm, dans la région de Lanaudière.

## Toponymie
La ville est nommée en l'honneur de Julienne Falconieri, religieuse italienne canonisée en 1737.

## Histoire
Joseph-Édouard Beaupré est originaire de L’Assomption, un village-centre situé au Nord-Est de l'île de Montréal. Il est énergique, pauvre et décidé à développer de l’avenir pour lui et ses camarades. 
L’État du pays est lamentable : chômage, crise politique, alcoolisme, défaite de la rébellion de 1837. Alors, il remonte la rivière St-Esprit, navigable à cette époque, et fonde une colonie entre Rawdon et St-Esprit basée sur l’exploitation des cascades d’eau. Il y aura huit moulins. 
À l’époque, il n’y a pas encore d’église, les gens se réunissaient dans une maison située sur le Rang St-Joseph qui appartenait à un dénommé M. Morin. Le régime municipal n’existe pas encore, et le pays n'a pas de monnaie officielle. À Joliette, à la même époque, M. Joliette imprime donc sa propre monnaie!
Le sieur de Beaupré obtiendra le titre de Seigneur pour administrer légalement le nouveau territoire. Comme il a besoin de main-d’œuvre, il recrute au port de Montréal de jeunes orphelins arrivés d’Irlande où sévit une famine qui emporte le quart de la population. 
C’est en 1848 qu’il obtient le statut de paroisse, donné par l’Évêque de Montréal Ignace Bourget. Le conquérant anglais protestant avait accordé par le Traité de Paris (1763), aux « Canadiens » le droit de garder leur foi catholique et donc de s’organiser en communauté paroissiale. La première église sera construite en 1868. 

Beaupré était un visionnaire et un homme à l’esprit moderne. Le cœur du village est en fait un nouveau développement domiciliaire au pied de l’église, avec une grande route droite, la rue Cartier, nommée ainsi en l’honneur de Sir Georges-Étienne Cartier, l’un des artisans  du projet politique de la Confédération Canadienne. Les rues avoisinantes portent le nom de ses enfants (Oscar, Édouard, Albert). Lui et son épouse Joséphine Delisle, morte jeune, sont inhumés sous le plancher de l’église. On ne peut y accéder à cause de l’incendie de 1915 et l’effondrement du bâtiment sur les sépultures. L’église actuelle date de 1917 et est classée par le ministère de la Culture.

## Géographie
La rivière Saint-Esprit traverse la municipalité du nord-ouest vers le sud-est.
La rivière Ouareau, qui coule vers le sud-est, délimite le nord-est de la municipalité.
- La Petite Rivière traverse la limite sud de la municipalité du nord vers le sud.

## Démographie
| 1996  | 2001  | 2006  | 2011  | 2016  | 2021   |
| ----- | ----- | ----- | ----- | ----- | ------ |
| 6 778 | 7 182 | 7 983 | 9 331 | 9 953 | 11 173 |

## Administration
Les élections municipales se font en bloc et suivant un découpage de six districts.
| Sainte-Julienne Maires depuis 2003                                                                                   |                     |                 |          |
| Élection | Maire               | Qualité         | Résultat |
| 2003 | Marcel Jetté        |                 | Voir     |
| 2005 | Pierre Mireault     |                 | Voir     |
| 2009 | Marcel Jetté (2)    |                 | Voir     |
| 2013 | Marcel Jetté (2)    | Voir            |          |
| 2017 | Jean-Pierre Charron |                 | Voir     |
| 2022 | Richard Desormiers  | Démission       | Voir     |
| sept. 2022 | Joël Ricard         | Maire suppléant | Voir     |
| déc. 2022 | Jean-Pierre Charron |                 | Voir     |
| Élection partielle en italique Depuis 2005, les élections sont simultanées dans toutes les municipalités québécoises |                     |                 |          |

## Éducation
La Commission scolaire des Samares administre les écoles francophones:
- École secondaire de Sainte-Julienne
- École de Sainte-Julienne
  - pavillon des Boutons-d'Or[6]
  - pavillon des Explorateurs[7]
  - pavillon Notre-Dame-de-Fatima[8]
  - pavillon des Virevents[9]

La Commission scolaire Sir Wilfrid Laurier administre les écoles anglophones:
- École primaire Rawdon à Rawdon[10]
- École secondaire Joliette à Joliette[11]

## Héraldique
Les armoiries de la ville s'accompagnent généralement de la devise latine Per Fidem Ad Gloriam, qui signifie Vers la gloire par la foi .